# Колфакс, Шайлер
Шайлер Колфакс (англ. Schuyler Colfax; 23 марта 1823, Нью-Йорк, Нью-Йорк — 13 января 1885, Манкейто) — американский политический и государственный деятель;, член Республиканской партии, вице-президент США в 1869—1873 годах.

## Биография
Родившийся через несколько месяцев после смерти отца Колфакс был внуком генерала Уильяма Колфакса, участвовавшего в Войне за независимость. В 1836 году вместе с отчимом Колфакс переехал в Индиану, где занимался журналистикой, уже в 19 лет став редактором газеты.
Будучи сторонником партии Вигов, Колфакс в 1850 году безуспешно и в 1854 году успешно баллотировался в Палату представителей, критикуя закон Канзас-Небраска. После распада партии Вигов он сначала перешёл в Народную партию Индианы, а затем стал одним из основателей Республиканской партии, после победы которой на выборах в Конгресс в 1856 году стал председателем Комитета Палаты по почтовым делам.
Колфакс ревностно выступал против рабства и после поражения на выборах спикера Палаты представителей Гэлуши Гроу был избран его преемником на этом посту в 1863 году. В январе 1865 года проголосовал за Тринадцатую поправку к Конституции США.
На президентских выборах 1868 года республиканский кандидат Улисс Грант предложил Колфаксу место вице-президента. На выборах пара Грант-Колфакс одержала уверенную победу, и они стали самой молодой парой Президент-Вице-президент в истории США до избрания Билла Клинтона и Альберта Гора в 1992 (обоим было по 46 лет). На своём посту сыграл важную роль в международном признании объединения Италии (в письме, опубликованном в 1872 году в New York Times, призывал итальянцев установить республиканскую форму правления, защищающую свободу совести и гражданские права своих граждан).
В 1870 году, считая, что Грант не будет переизбираться, безуспешно попытался привлечь сторонников для выдвижения на президентских выборах 1872 года. Однако президент Грант пошёл на второй срок, и Колфакс не был переизбран кандидатом Республиканской партии в вице-президенты, уступив Генри Уилсону. В период своего вице-президентства Колфакс оказался вовлечён в коррупционный скандал с дачей взяток компанией Crédit Mobilier of America видным политикам, в числе которых также были преемник Колфакса в вице-президентском кресле Генри Уилсон и Джеймс Гарфилд, в результате чего его политической карьере был положен конец.
В дальнейшем Колфакс читал лекции в учебных заведениях. 
Умер от сердечного приступа, вызванного прогулкой по 30-градусному морозу в Миннесоте во время пересадки между поездами.
В честь него названы город и округ в Небраске.